# Yanomam
Le yanomam, ou yanomami oriental, est une des langues yanomami parlées par les Yanomami au Brésil. Elle est proche du yanomami, aussi appelé yanomami occidental.

## Écriture
Une orthographe est utilisée depuis les années 1980, initialement promue par Henri Ramirez et similaire à celle utilisé en yanomami.
| a | e | ë | h | i | ɨ | k | m | n | o | p | r | s | t | th | u | w | x | y |